# Leros
Leros er en af de Dodekanesiske øer, også kaldet Dodekaneserne, tæt på Kos og Tyrkiet.
Øen er endnu ikke præget af turisme,[kilde mangler] de fleste besøgende er grækere.
Leros var en af de øer, der blev okkuperet af Italien i 1912.
Leros har en lufthavn, Leros Airport. Lufthavnen ligger nordsiden af øen ved byen Partheni. 
- Wikimedia Commons har flere filer relateret til Leros

37°08′48″N 26°50′31″Ø / 37.14667°N 26.84194°Ø